# 普龍德尼克河
50°03′37″N 19°59′11″E / 50.06026°N 19.98639°E

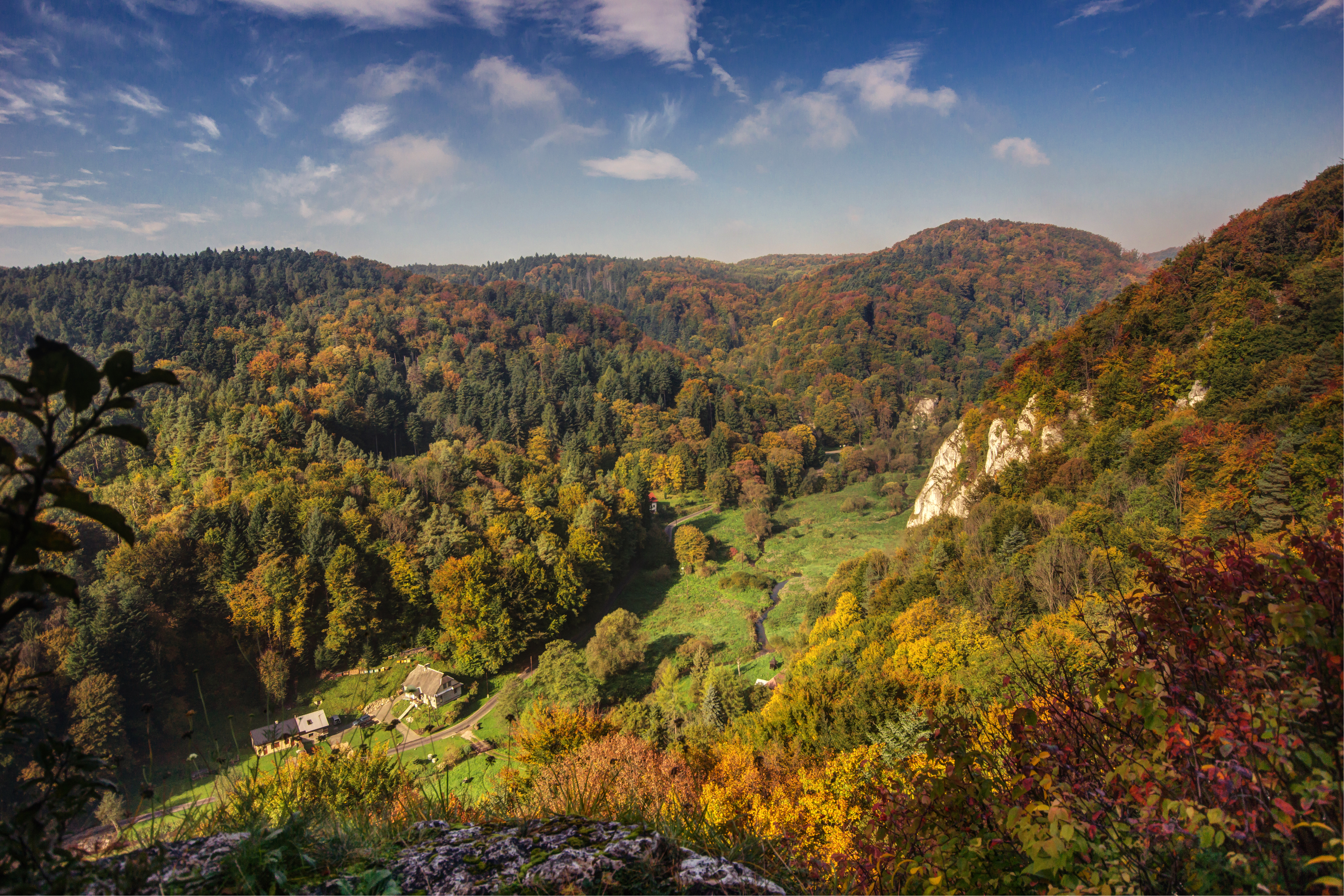

普龍德尼克河（波蘭語：Prądnik）是波蘭的河流，位於該國東南部，處於小波蘭省，屬於維斯瓦河的左支流，河道全長33公里，流域面積196平方公里，河口處在克拉科夫。